# Pic de Mil Menut
Pic de Mil Menut – szczyt górski w Pirenejach Wschodnich. Administracyjnie położony jest na granicy Andory (parafia Encamp) z Francją (departament Ariège). Wznosi się na wysokość 2778 m n.p.m.
Na północny zachód od Pic de Mil Menut usytuowany jest szczyt Pic de l’Estagnole (2567 m n.p.m.), na północ Pic de l’Homme Mort (2655 m n.p.m.), na południowy zachód Pic de l’Estany Mort (2746 m n.p.m.), na południe Bony de la Pala de Jan (2525 m n.p.m.), natomiast na wschód położony jest Pic de Ransol (2733 m n.p.m.). Na północny wschód od szczytu znajduje się jezioro Étang de Coume d’Osé.